# Guillermo Martínez (volleyballer)
Guillermo Jorge Martínez (Buenos Aires, 18 januari 1969)  is een voormalig volleyballer uit Argentinië. Hij nam eenmaal deel aan de Olympische Spelen (1996) en eindigde bij die gelegenheid met de nationale ploeg op de achtste plaats in de eindrangschikking onder leiding van bondscoach Daniel Castellani.